# 松山市立余土中学校
松山市立余土中学校（まつやましりつ よどちゅうがっこう）は、愛媛県松山市にある公立中学校。

## 所在地
〒790-0044
愛媛県松山市保免西4丁目5-23

## 沿革[1]
温泉郡余土村時代
1947年4月11日に余土村立余土中学校を創立。1948年10月10日に校舎落成。1954年7月7日に講堂落成。
松山市時代
- 1954年9月30日に松山市合併で解村式を行い「松山市立余土中学校」に変更する。
- 1960年3月16日に校歌制定。
- 1976年2月10日に体育館、1977年8月15日にプールを落成。1981年4月20日に後援会を発足。
- 1986年4月1日に市坪地区を分離、松山市立椿中学校を創立。
- 2012年4月1日に特別支援学校を設置。
- 2016年8月1日に新校舎を移転、9月6日に新校舎並びに創立70周年記念式典。

## 跡地
- 旧校舎のうち3階建ての1棟を改修。余土保育園・児童クラブが入る。市内3か所目となる子ども児童相談センター事務所を開設した[2]。

## 校区
- 松山市

出合、保免上1・2丁目、保免中1〜3丁目、保免西1〜4丁目、余戸中1〜6丁目、余戸西1〜6丁目、余戸東1〜5丁目、余戸南1〜6丁目
- 松山市立さくら小学校、松山市立余土小学校から進学。

## 部活動
- 1999年 - 男子バスケットボール部が全国中学校バスケットボール大会にて準優勝。
- 2006年 - 男子バレーボール部が全日本中学校バレーボール選手権大会にて優勝。

## 教師として在籍した人物
- 夏井いつき（俳人、国語科教諭として1980年から2年間勤務）[3]
- 八木繁一（植物研究家、校長として勤務）